# Kernkraftwerk Jaitapur
Das geplante Kernkraftwerk Jaitapur im Distrikt Ratnagiri im indischen Bundesstaat Maharashtra sollte, gemessen an der elektrischen Leistung mit sechs Reaktoren zu je 1740 MW (wovon je Block 1600 MW in das Elektrizitätsnetz netto eingespeist werden sollten), das größte Kernkraftwerk der Welt werden.

## Lage
Die gesamte Anlage sollte eine Fläche von 9,68 km2 haben. Der Distrikt Ratnagiri liegt in der Küstenregion Konkan im Westghats-Gebirge. Im Jahre 2006 beantragte Indien die Aufnahme dieses Gebirges als UNESCO-Welterbe. Diesem Antrag wurde im Jahre 2012 in Bezug auf 39 einzelne Schutzgebiete stattgegeben.

## Baubeschreibung
Es sollten sechs Druckwasserreaktoren der dritten Generation (EPR) zum Einsatz kommen. Die Baukosten wurden auf 20,27 Milliarden US-Dollar veranschlagt. Die Finanzierung sollte durch ein französisches Konsortium erfolgen und von der OECD überwacht werden.

## Geschichte
Am 6. Dezember 2010 wurde eine Vereinbarung über den Bau der ersten beiden Reaktoren und einen 25-Jahres-Liefervertrag für spaltbares Material in Anwesenheit des französischen Staatspräsidenten Nicolas Sarkozy und des indischen Premierministers Manmohan Singh unterzeichnet. Vertragspartner sind die Nuclear Power Corporation of India und der französische Energiekonzern Areva. Im März 2015 gab Areva bekannt, eine neue Geschäftsstrategie verfolgen zu wollen. Diese beinhaltet, keine neuen Reaktoren zu bauen. Dies betrifft auch die Reaktoren in Jaitapur. Der Bau des größten Kernkraftwerks der Welt gilt damit als aufgegeben, da der geplante Reaktortyp nicht mehr zur Verfügung steht. Es ist zudem auf Grund der vorangegangenen Proteste fraglich, ob auf dem Gelände jemals ein Kernkraftwerk entstehen wird. Nach neueren Informationen soll das Neubauprojekt 2018[veraltet] beginnen.

## Kritik
Hinsichtlich der Gefährdung durch Erdbeben wird die Lage als kritisch gesehen. In Indien gibt es fünf Kategorien für erdbebengefährdete Gebiete. Jaitapur gehört zur Kategorie 3 und ist somit einem mittleren Risiko ausgesetzt.
Im Rahmen der Vertragsverhandlungen gab es starken Widerstand aus der Region. Bis Januar 2010 hatten erst 33 von 2335 Dorfbewohnern der Abtretung von Land zugestimmt.